# Липатов, Павел Илларионович
Павел Илларионович Липатов (6 января 1887, Мокрая Савалеевка, Тимбаевская волость, Буинский уезд, Симбирская губерния, Российская империя — 15 декабря 1945, Нурлатский район, Татарская АССР, РСФСР, СССР) — советский государственный деятель. Председатель Главсуда Чувашской АССР (1934—1935).
В 1937 году репрессирован по делу «чувашской буржуазно-националистической организации».

## Биография
Павел Липатов родился 6 января 1887 года в деревне Мокрая Савалеевка Тимбаевской волости Буинского кантона Симбирской губернии (ныне Республика Татарстан).
С 1 декабря 1934 года — после освобождения от должности председателя Главсуда ЧАССР М. П. Прохорова — на должности председателя Главсуда Чувашской АССР. На указанной должности находился до 20 февраля 1935 года. В дальнейшем был избран председателем Траковского райисполкома Чувашской АССР.
11 ноября 1937 года П. И. Липатов был арестован на рабочем месте и 12 октября 1939 года осужден выездной сессией Судебной коллегии Верховного Суда РСФСР по ст. 109 УК РФ (злоупотребление властью или служебным положением) к 5 годам лишения свободы. Данный приговор  изменен определением Судебной коллегии по уголовным делам Верховного Суда Союза ССР от 20 мая 1940 года, и назначенное наказание П.И. Липатову снижено до 2 лет. За отбытием меры наказания из-под стражи освобожден.
После освобождения проживал в Нурлатском районе Татарской АССР, работал бухгалтером в лесхозе. В 1956 реабилитирован.

## Семья
Внучка П. И. Липатова — Татьяна Афанасьевна Домаркас, которая передала в будущий музей Верховного Суда Чувашской Республики его личные документы и фотоматериалы.